# زكية خيرهم
زكية خيرهم الشنقيطي (1965، أكادير) أديبة مغربية - نرويجية، تقيم في النرويج منذ 1990، لها عدة مؤلفات. حصلت على ماجستير أدب إنجليزي من جامعة سان فرتنسيس كالدج فورثواين، انديانا بوليس، ولها دراسة مكثفة حول الحضارة الفرنسية بجامعة السربون. أصبحت عضوة في نقابات الكتاب في النرويج، عملت أستاذة للغة الفرنسية في مدرسة ارتهاغن بأوسلو، وفي المركز الثقافي العراقي بالعاصمة النرويجية سنة 1996، كما شغلت منصب نائبة رئيسة المنتدى العربي بأوسلو سنة 1997، وعملت مستشارة للمركز الثقافي النرويجي 2004 لاختيار كتب من الأدب العربي لترجمتها. وحصلت على شهادة سفيرة سلام من المنظمة الفدرالية العالمية للسلام سنة 2006 في جنيف. تنشط حاليا في المنتدى الثقافي المغربي النرويجي منذ 2008 وهي عضوة في نقابات الكتاب في النرويج وعضوة في اتحاد كتاب المغرب. أقامت زكية خيرهم معارض للخط العربي في كل من أكادير، تونس ، نيويورك وباريس.

## مؤلفاتها
- مسرحية محاكمة الحذاء العربي
- نهاية سري الخطير، 2003، المؤسسة العربية للدراسات والنشر. عمان، الأردن. ط 2، 2008، مؤسسة دار زاوية، الرباط.
- كما تزرع تحصد، قصة للأطفال، 1999، .
- ” قصص مسائية من العالم الواسع”، كتاب للأطفال، مع 11 كاتب من جنسيات متعددة، 1999. دار نشر ” كلتور برو قورلاغ”
- شاركت في كتاب مع مجموعة من المؤلفين الأجانب حول ثقافة التهذيب في المجتمع النرويجي. 2005 كلتور برو فورلاغ.
- العربان في بلاد القرصان، مجموعة قصصية.
- كتبت مسرحية مع كاتبة الدراما السويدية، لينا ستايملر، 2008.
- شاركت في تأليف كتاب “الهجرة والإبداع”، اتحاد كتاب المغرب، 2011.[4]

## وصلات خارجية
- زكية خيرهم مقالات في ديوان العرب.
- زكية خيرهم الشنقيطي مقالات في الحوار المتمدن.